# Vratareva kućica u Maksimiru
Vratareva kućica u Parku Maksimir nalazi se pored glavnog ulaza u park.
Slobodnostojeća prizemnica pravokutnog tlocrta sa skošenim krovom, prvotno prekrivenim šindrom, sagrađena je 1847. godine prema nacrtima biskupskog provizora i voditelja građevnih radova Leopolda Philippa.
Glavno pročelje rastvoreno je trijemom s dva uglovna zidana pilona i dva drvena stupa u sredini koji nose gređe. Pročelja su detaljirana fugama rustike, koje se protežu i na uglovne pilone. Prozori i ulazna vrata su polukružnog oblika, usječeni u zid bez okvira. U prizemlju je bio stan s dvije sobe za smještaj dvojice uniformiranih invalida čuvara parka i voditelja za strance. Stan je imao dvije sobe i kuhinju s otvorenim ognjištem.

## Vanjske poveznice
|  | Zajednički poslužitelj ima još gradiva o temi Vratareva kućica u Maksimiru |